# Étang du Gallardon

L'étang du Gallardon  est un étang de 50 hectares situé à Verneuil-sur-Seine et Vernouillet dans le département des Yvelines. Il fait partie de l'Île de loisirs du Val-de-Seine.

## Classement
Le site fait partie de la zone naturelle d'intérêt écologique de type I des Plans d'eau de Verneuil-Les Mureaux, classée sous le numéro ZNIEFF no 110001478.

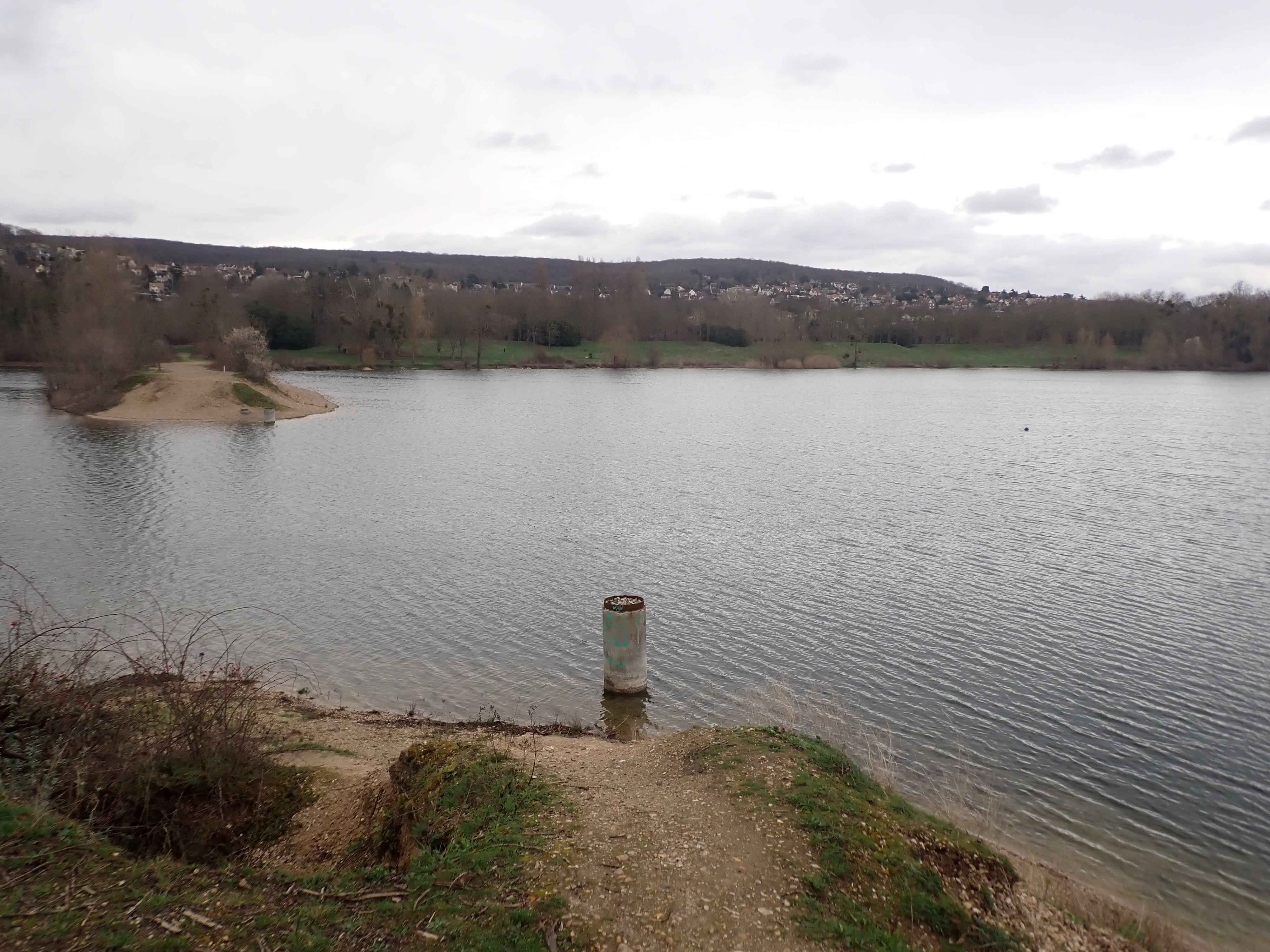
Vue du promontoire séparant l'étang du Gallardon de celui des Cerisaies
(à droite). En arrière plan, l'agglomération de Triel sur Seine

## Description
L'étang est une ancienne gravière. Il est composé de deux bassins, l'oriental portant le nom d'étang des Cerisaies.
L'étang est alimenté par la nappe phréatique de la Seine.

## Faune

### Oiseaux
Le site est un site d'hivernage du Grèbe huppé, du Grand Cormoran, du Canard chipeau, du Canard souchet, du Fuligule milouin et du Foulque macroule.

### Poissons
Une carpe de 31 kilos y a été pêchée[réf. nécessaire].

## Bords de l'étang

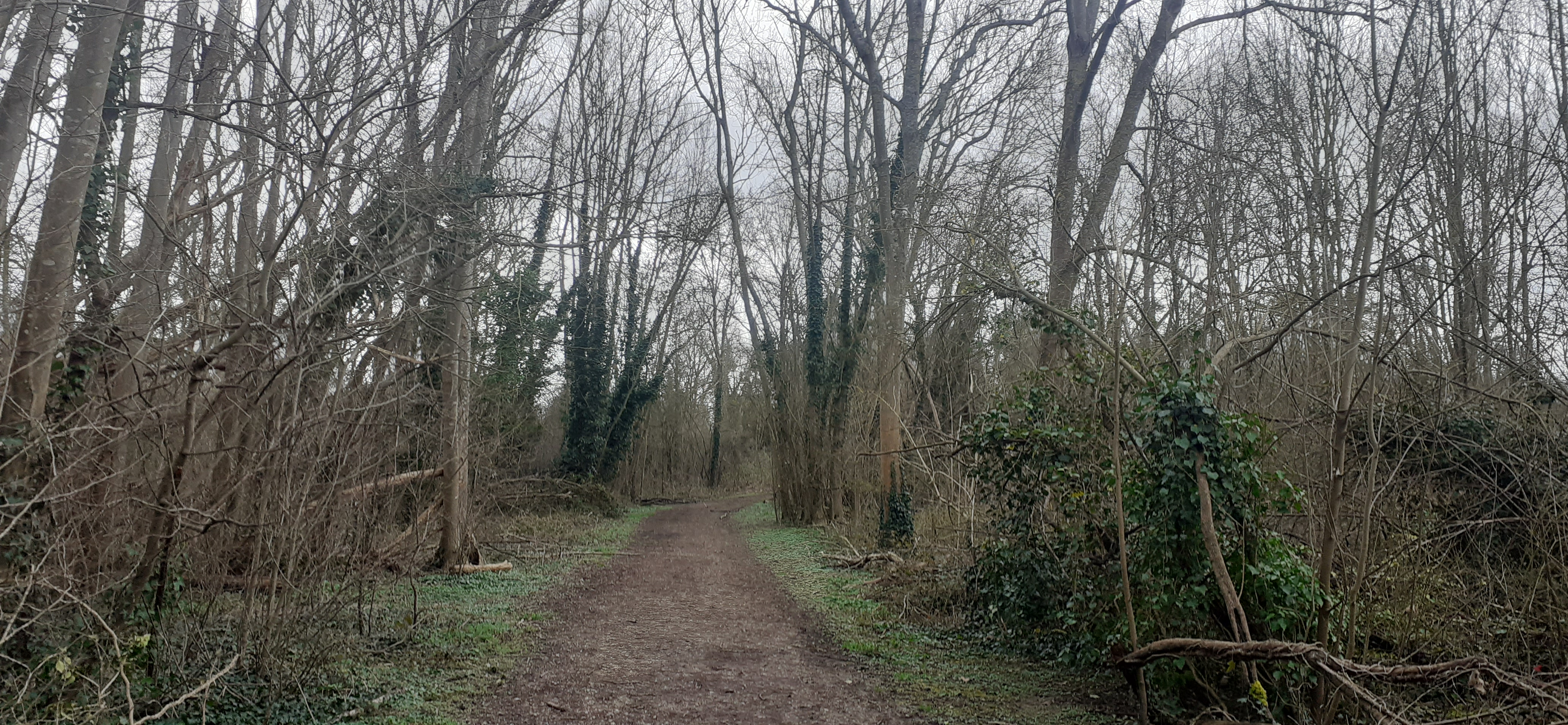
Une forêt fluviale sépare l'étang de la Seine.
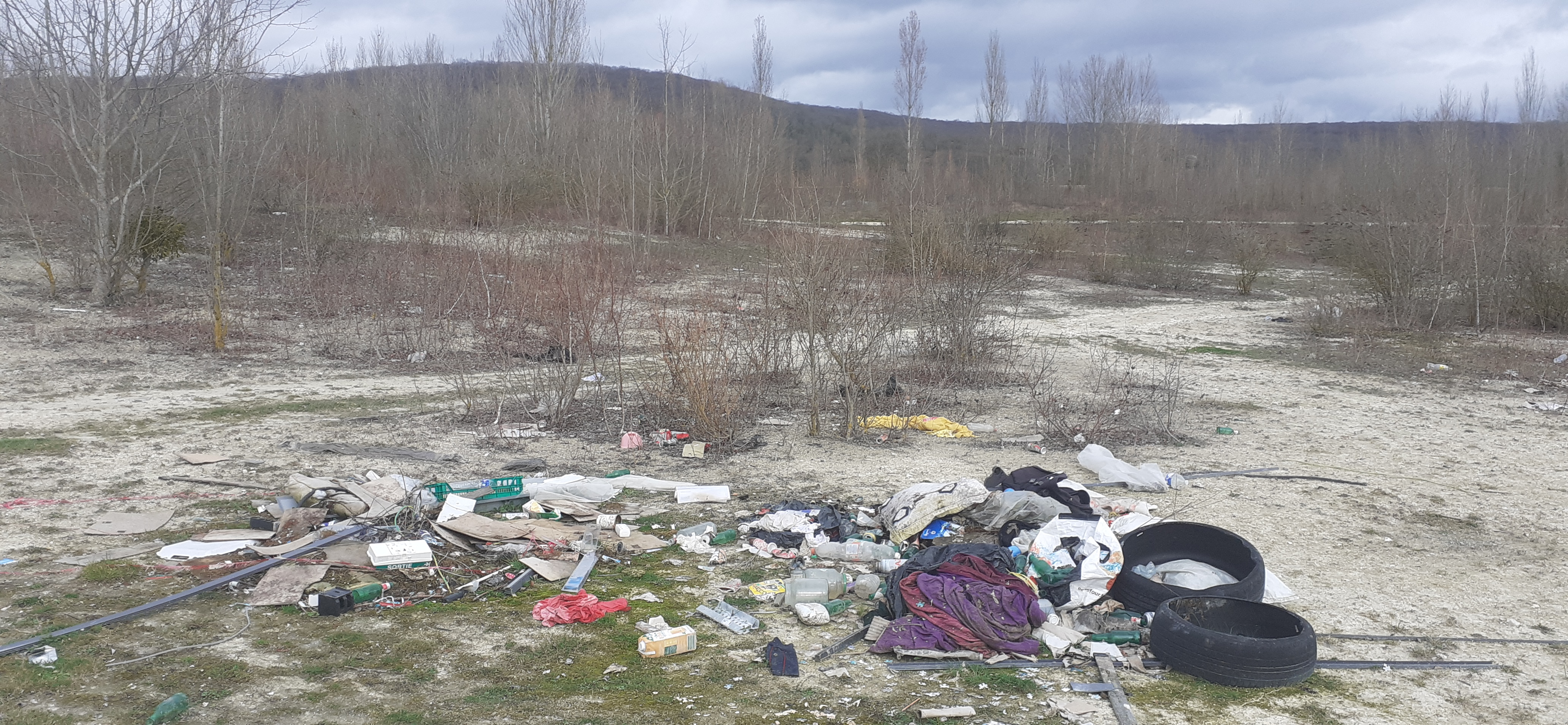
Les berges ouest de l'étang sont polluées par des ordures.